# Хосе Андраде
Хосе Леандро Андраде (шп. José Leandro Andrade; Салто, 20. новембар 1901 — Монтевидео, 5. октобар 1957) био је уругвајски фудбалер.
Андраде је био један од првих звијезда свјетског фудбала. Први пут се о њему причало за вријеме олимпијских игара 1924. у Паризу, кад је као центарфор уругвајске репрезентације одушевио европљане технички савршеним фудбалом и постао олимпијски побједник. На Летњим олимпијским играма 1929. у Амстердаму Уругвај је поновио тај успјех савладавши у двјема драматичним финалним утакмицама сусједну Аргентину. Успјеси на олимпијским играма су били главни разлог да Уругвај постане домаћин првог свјетског првенства у фудбалу 1930. године. Учесници тих финала су се поново срели у финалу свјетског првентства 1930. у Монтевидеу. Андраде тада није постигао гол, али је водио тим Уругваја до прве титуле свјетског првака. 
- Између 1922. и 1933. одиграо 31 утакмицу за Уругвај
- Троструки првак јужне Америке
- Играо у сл. тимовима: Бела Виста (Bella Vista), ФК Насионал (Nacional Montevideo) и у Пењарол (Penarol)

После фудбалске каријере, Андраде покушао је у Паризу изградити пјевачку и плесачку каријеру. Касније је радио као штимер клавира. Одао се алкохолу и умро потпуно сиромашан у Монтевидеу 1957. године.